# Seznam kanadskih smučarskih tekačev
Seznam kanadskih tekačev na smučeh.

## A
- Amanda Ammar

## B
- Ivan Babikov
- Dahria Beatty
- Cendrine Browne

## C
- Jesse Cockney
- Antoine Cyr

## D
- Alexis Dumas

## G
- Daria Gaiazova

## H
- Alex Harvey
- Scott James Hill

## I
- Ricardo Izquierdo-Bernier

## J
- Knute Johnsgaard
- Perianne Jones

## K
- Russell Kennedy
- Devon Kershaw

## L
- Laura Leclair
- Julien Locke

## M
- Maya MacIsaac-Jones
- Dominique Moncion-Groulx

## N
- Emily Nishikawa

## P
- Evan Palmer-Charrette

## R
- Sara Renner

## S
- Kevin Sandau
- Andy Shields
- Katherine Stewart-Jones
- Patrick Stewart-Jones

## T
- Bob Thompson
- Sébastien Townsend

## V
- Len Väljas

## W
- Brittany Webster
- Madeleine Williams